# Intel MCS-96

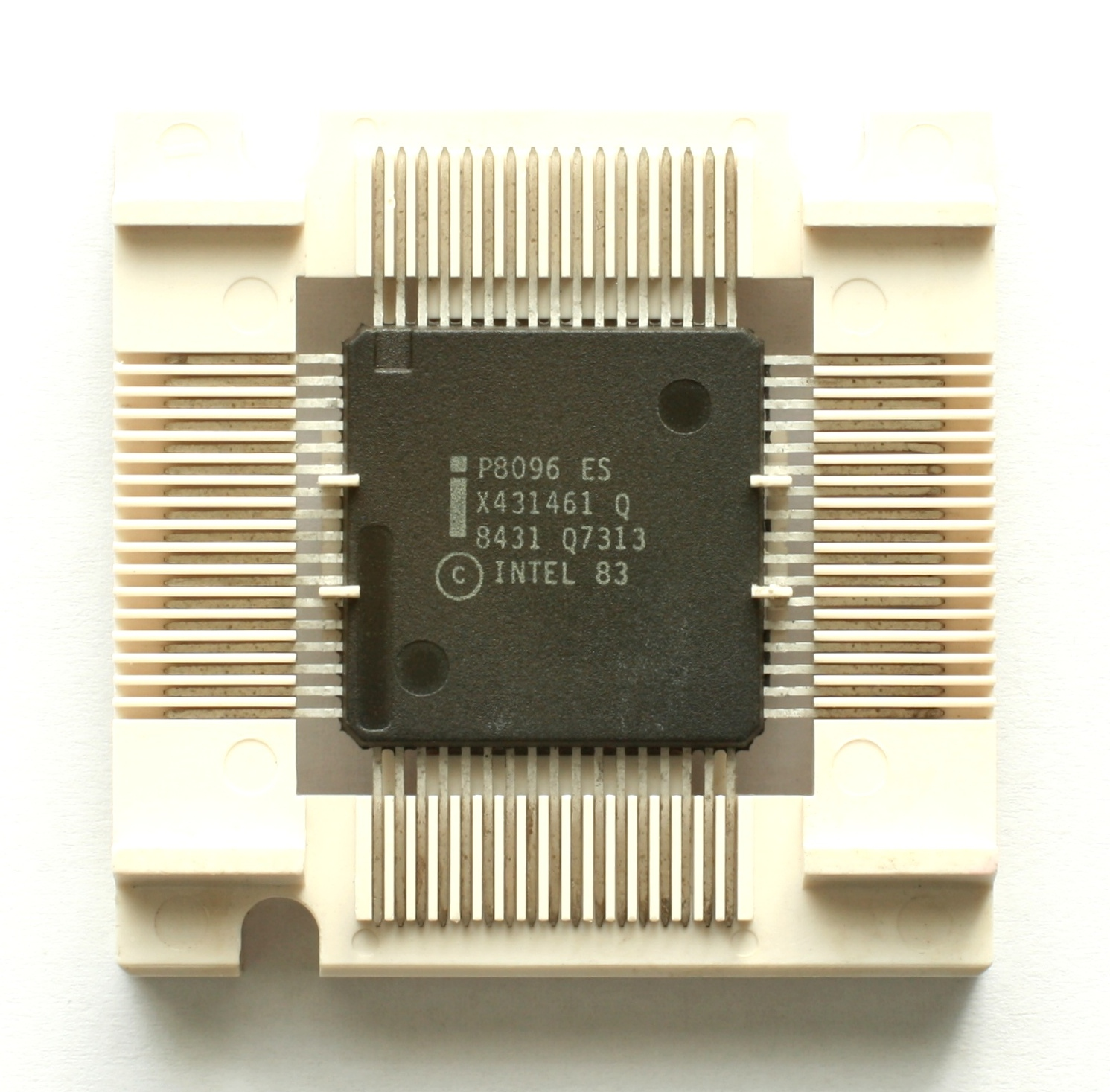
Egy Intel P8096

Az Intel MCS-96 egy mikrovezérlő-család, amelyet rendszerint beágyazott rendszerekbe építenek. Erre a családra gyakran 8xC196 családként vagy 80196 jelöléssel hivatkoznak, ami egyszerűen a család legnépszerűbb eleme. Merevlemezvezérlőkben, modemekben, nyomtatókban, alakfelismerő és motorvezérlő egységekben alkalmazzák őket. 2007-ben az Intel bejelentette az egész MCS-96 mikrovezérlő-család beszüntetését. Az Intel a bejelentéshez a következőt fűzte hozzá: „Ezeknek a komponenseknek nincs közvetlen helyettesítőjük és ezért valószínűleg újratervezésre lesz szükség.”

## Történet
Az MCS-96 család az Intel 8061 mikrokontrollerből, a Ford EEC-IV motorvezérlő család első processzorától ered, mint annak kereskedelmi célú származéka. A 8096 a memóriainterfész sínében különbözik a 8061-estől; a 8061-es M-Bus egy „löketmódban” (burst-mode) üzemelő sín, amelynek egy nyomkövető programszámlálóra van szüksége a memóriaeszközökben. A két termék között jelentős különbségek vannak a be-/kimeneti perifériák terén is – a 8061-nek 8 HSI (impulzusmérő) bemenete és 10 HSO (impulzusgeneráló) kimenete van, külön csatlakozókkal, emellett egy nem mintavételező 10 bites ADC-je, összességében több csatornája van, mint amennyi a 8096-nak. A sok különbség abból ered, hogy a tervezők igyekeztek csökkenteni a csatlakozások számát és a csatlakozásokat hagyományosabb memóriainterfész sín céljaira hasznosítani. A 8096-nak csipbe integrált memóriája is van, ami hiányzik a 8061-ből.
A Ford 1982-ben felállított egy saját mikroelektronikai központot Colorado Springs-ben az EEC-IV család elterjesztése céljából, emellett a gallium-arzenid integrált áramköri piac felmérésére. Ebben a csipsorozatban 8065-ös processzorok találhatók integrált memóriavezérlővel, amely 1 MiB memória címzését teszi lehetővé.
A mikrovezérlő-család 16 bites, azonban utasításkészletében van néhány 32 bites művelet is. A processzorok 16, 20, 25, és 50 MHz-es órajelen működnek, és három kisebb csoportba sorolhatók. A HSI (high speed input, nagysebességű bemenet) / HSO (high speed outputnagysebességű kimenet) családok 16 és 20 MHz-en működnek, az EPA (event processor array, eseményfeldolgozó tömb) család pedig az összes említett frekvencián.
Az MSC 96 család fő jellemzői a nagy csipbe épített memória, a regiszter-regiszter architektúra, háromoperandusú utasítások, adatsín-vezérlő megléte, amely képes 8- és 16 bites sínszélességeken üzemelni, és a közvetlenül címezhető nagy (256 vagy több regisztert tartalmazó) regiszter-blokkok.

## A 809x/839x/879x család

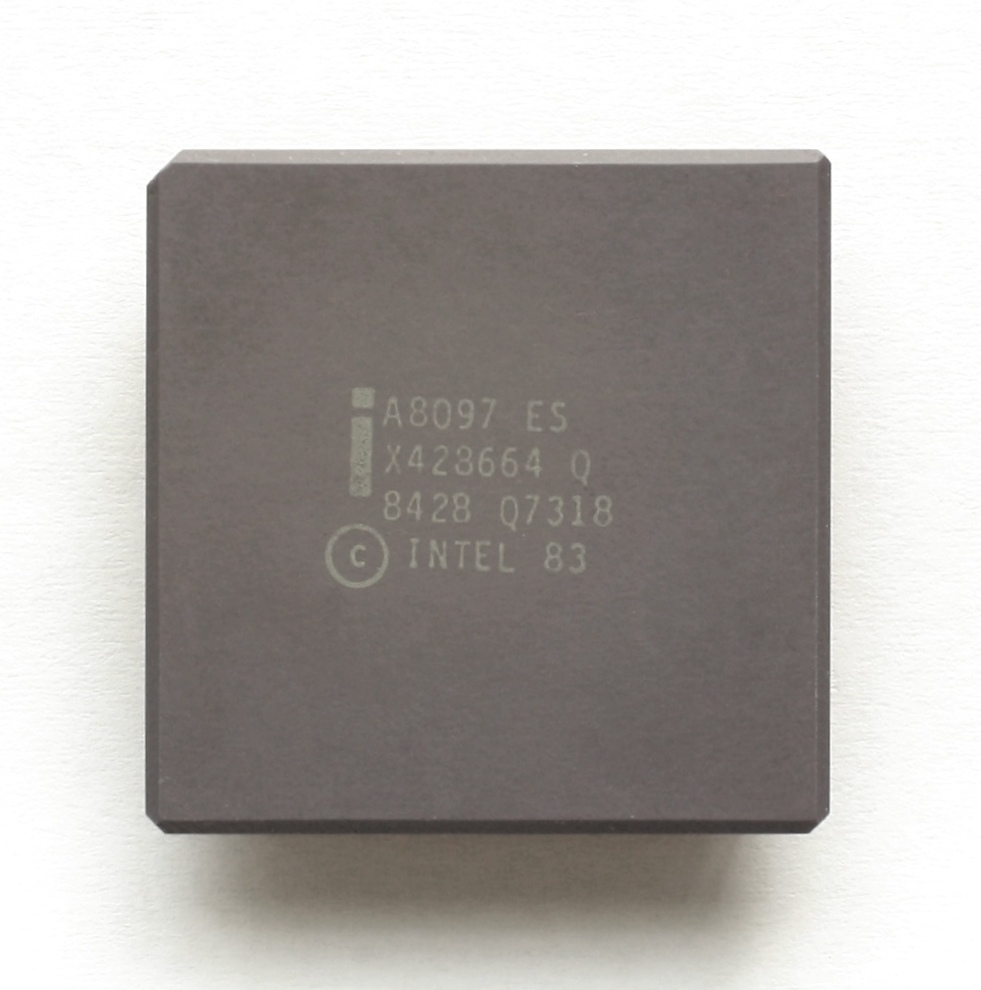
Intel A8097 CPGA tokozásban

A 809x/839x/879x IC-k az MCS-96 család tagjai, amelynek első tagja a 8095 számú csip volt. A 8096, 8097, 8395, 8396 és 8397 csipeket később adták hozzá a családhoz.
Az Intel 809x/839x/879x IC-k 12 MHz-es órajelű, 16 bites mikrovezérlők. A microcsip 5 V feszültségen működik, 3 mikronos, HMOS gyártási folyamattal készül. A mikrovezérlőben integrált ALU, 4 csatornás 10 bites Analóg-digitális átalakító (ADC), 8 bites impulzusszélesség-modulátor (PWM), watchdog időzítő, 4 db 16 bites szoftveres időzítő, hardveres szorzó és osztó és 8 KiB csipbe épített ROM van.

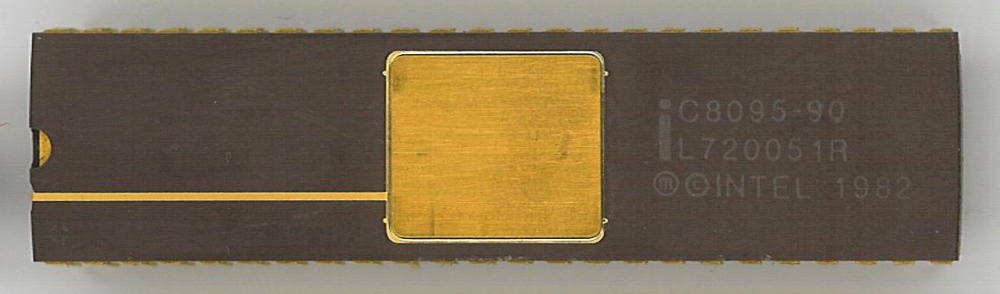
Intel C8095 keramikus DIP-48 tokozásban

A 8095 ROM nélküli, öt 1 020 000 bites nagysebességű be-/kimeneti egysége van, full duplex soros portja, egy ADC bemenete és egy PWM kimenete. 68 csatlakozós kerámia-DIP és egyéb tokozásban forgalmazzák. 8095 csip vezérli például a Roland MT-32 midi szintetizátort, ebben a csip egy DIP-48 tokozású változata található.

## A 8x196/8xC196 család
Az MCS-96 családot gyakran csak a 80C196 jelű IC-ről ismerik, pedig annak több tagja is van, így a 809x/839x/879x mikrovezérlők, ráadásul ezek voltak az elsőként megjelent modellek. Ennek az alcsaládnak a tagjai a 80C196, 83C196, 87C196 és 88C196 jelű csipek.

## Fordítás
Ez a szócikk részben vagy egészben  az   Intel MCS-96 című angol Wikipédia-szócikk ezen változatának fordításán alapul.  Az eredeti cikk szerkesztőit annak laptörténete sorolja fel. Ez a jelzés csupán a megfogalmazás eredetét és a szerzői jogokat jelzi, nem szolgál a cikkben szereplő információk forrásmegjelöléseként.